# Испанистика

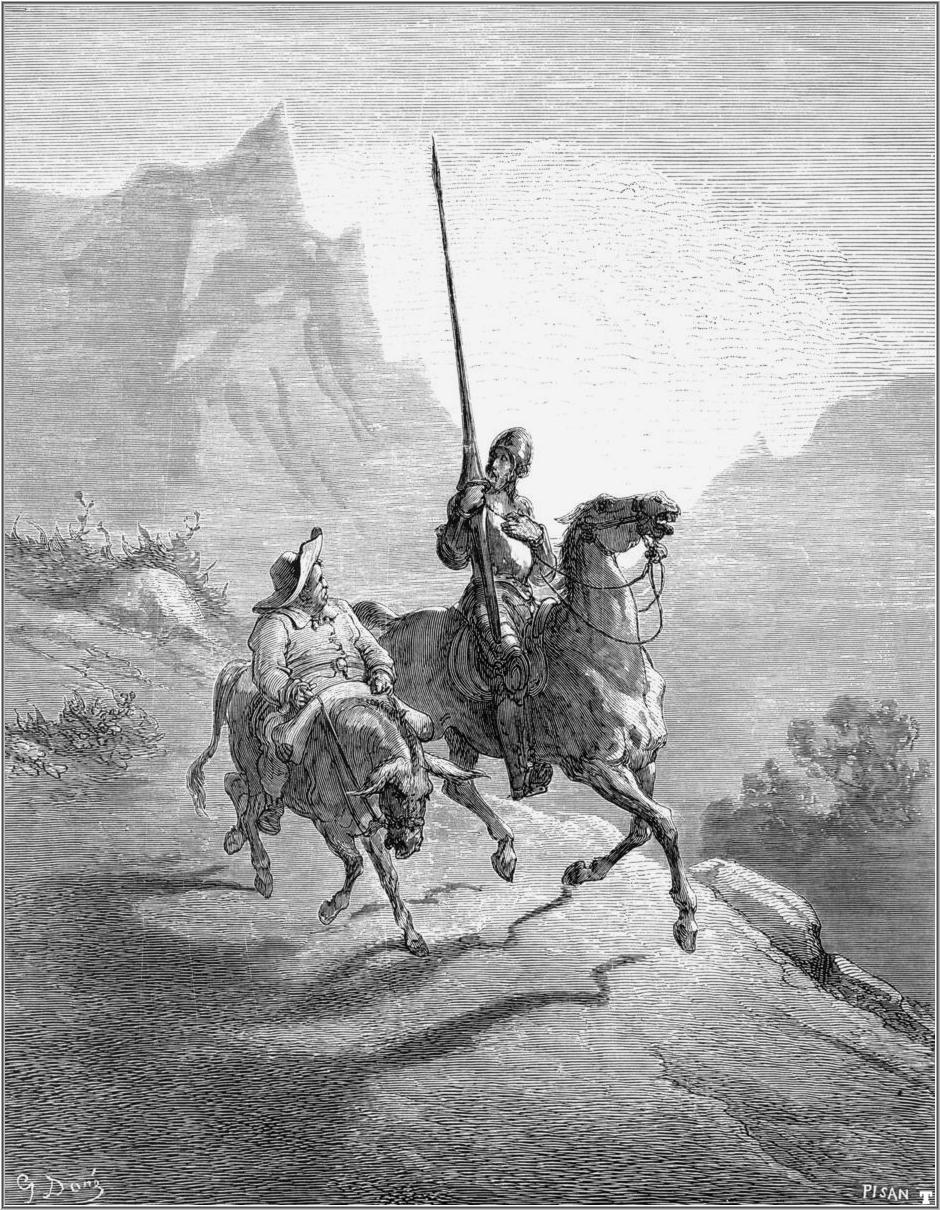
Иллюстрация Г.Доре к «Дон Кихоту» М. Сервантеса (1863).

Испанистика (от лат. Hispania) или испанская филология — область индоевропейской филологии, изучающая испанский язык и литературу, а также фольклор и культуру Испании и Латинской Америки.

## Истоки испанистики
К XVI веку в Европе сформировалась потребность в изучении испанского языка и испанской культуры, что было связано с формированием испанской империи и соответствующим ростом экономического и политического влияния Испании. Кроме того, в связи с Реконкистой северный (толедский) диалект испанского языка распространился на юг Испании, где практически полностью заменил или поглотил местные романские диалекты, что способствовало дальнейшей стандартизации языка, начатой ещё в XIII веке королём Альфонсо Мудрым. В конце XV — начале XVI веков выходит ряд книг, посвящённых различным аспектам испанского языка: в 1492 году грамматист Антонио де Небриха издаёт первую грамматику испанского языка, в 1535 году Хуан де Вальдес пишет свой труд «Диалог о языке», лиценциат Кристобаль де Вильялон в своей «Кастильской грамматике» (исп. Gramática castellana, Антверпен, 1558) отмечает, что на испанском («кастильском») говорят во Фландрии, Италии, Англии и Франции.
В период между 1550 и 1670 годами из европейских типографий вышло значительное количество одно- или многоязычных словарей, для перевода с/на испанский с европейских языков, а также учебники по грамматике испанского языка. Два учебника испанской грамматики были напечатаны в Лёвене (ныне — Бельгия): «Полезное и краткое пособие для изучения принципов и основ испанского языка» (исп. Útil y breve institución para aprender los principios y fundamentos de la lengua española, 1555 г.) и «Грамматика народного испанского языка» (исп. Gramática de la lengua vulgar española, 1559 г.); оба учебника являются анонимными. Затем последовали публикации учебников испанской грамматики различных европейских авторов, среди которых наиболее известны итальянцы Джованни Марио Алессандри (1560) и Джованни Миранда (1566); англичане Ричард Персиваль (1591), Джон Миншу (1599) и Льюис Оуэн (1605); французы Жан Солнье (1608) и Жан Дужа (1644); немец Генрих Дёргангк (1614) и голландец Каролус Мулериус (1630).
Среди авторов испаноязычных словарей наиболее известны итальянец Джироламо Виттори (1602), англичанин Джон Ториус (1590) и французы Жак Ледель (1565), Жан Пале (1604) и Франсуа Юлери (1661), немец Генрих Хорнкенс (1599) и франко-испанский лексикограф Пер Лакавалерия (1642).
Ряд публикаций объединял учебники испанской грамматики со словарём, как напрмиер, труды английского лингвиста Ричарда Персиваля (1591), французского лексикографа Цезаря Удена (1597, 1607), итальянских лексикографов Лоренцо Франчозини (1620, 1624) и Арнальдо де ла Порте (1659, 1669), а также австрийского лексикографа Николаса фон Брайденбаха (1666, 1670). Франчозини и Уден также были переводчиками «Дон Кихота» на итальянский и французский языки. Наряду с основными учебниками и словарями испанского языка, по Европе ходило большое количество оттисков, адаптаций, переработок и переводов (например, основной труд Удена — фр. Grammaire et observations de la langue espagnolle — был переведён на латынь и английский), что свидетельствует об огромном влиянии, которое испанский язык оказал на Европу XVI—XVII веков.
В XIX веке, после распада испанской колониальной империи и появления независимых испаноязычных латиноамериканских государств, в Европе и США возникла новая волна интереса к истории, литературе и культуре испаноязычных стран в целом.
Во времена романтизма образ средневековой Испании, мрачной и экзотической одновременно, вдохновлял воображение многих писателей и способствовал интересу к испанской литературе, легендам и традициям. Книги о путешествиях, написанные в то время, ещё более усиливали интерес к Испании, придав серьёзный импульс к научному исследованию испанской и латиноамериканской культуры, что породило такие ранее не существовавшие термины как «испанофилия» (как, например, в трудах критика и дипломата Хуана Валера), и в начале XX века — «испанистика» (исп. Hispanismo).